# 松之山街道
松之山街道（まつのやまかいどう）は、越後国高田（現在の新潟県上越市）と同国塩沢（現在の新潟県南魚沼市）を結ぶ古道である。上杉謙信の軍用道として知られる。

## 概要
北国街道の高田と三国街道の塩沢宿を結ぶおよそ19里（約76キロメートル）の街道である。農峰街道・魚沼街道・妻有街道・上田街道・三国街道とも呼ばれていた。
十日町市菅刈から薬師峠（同市真田）までの区間は、1996年（平成8年）に文化庁により「歴史の道百選」として選定されている。

## 宿場
主なものを掲載。
- 蒲生宿[3]（現・十日町市蒲生）
- 松代宿[3]（現・十日町市松代）
- 犬伏宿[3]（現・十日町市犬伏）

## 主な峠
- 薬師峠
- 栃窪峠